# Пеллью, Эдвард
Эдвард Пеллью, 1-й виконт Эксмут (англ. Edward Pellew, 1st Viscount Exmouth; 19 апреля 1757, Дувр — 23 января 1833, Тинмут, Девоншир) — английский адмирал, главнокомандующий английским Средиземноморским флотом.

## Биография
Родился 19 апреля 1757 года в Дувре. С тринадцатилетнего возраста вступил в морскую службу.
С весны 1776 года Пеллью находился в Северной Америке и сражался против сепаратистов, особо он отличился в сражении на озере Шамплейн. Летом 1777 года он с небольшой командой моряков состоял в армии генерала Бергойна и сражался при Саратоге; в этом сражении был убит его младший брат, а сам Пеллью попал в плен.
По возвращении в Англию Пеллью был 9 января 1778 года произведён в лейтенанты и назначен в Портсмутскую эскадру. В 1780 году вновь находился в плавании у берегов Северной Америки, где за храбрость, оказанную 15 июня при взятии недалеко от Ньюфаундленда французского фрегата Stanislaus, был назначен командиром шлюпа HMS Hazard. Командуя шлюпом, Пеллью в течение полугода крейсировал у побережья Шотландии.
Весной 1782 года Пеллью командовал HMS Pelican, маленьким французским призом, и захватил три французских корсара у побережья Бретани. В качестве награды, 25 мая того же года он был произведен в чин капитана и получил во временное командование фрегат HMS Artois, командуя которым захватил большое французское корсарское судно.
С 1786 года он командовал фрегатом HMS Winchelsea на Ньюфаундлендской морской станции и ежегодно ходил на нём через Атлантику в Лиссабон и Кадис. Впоследствии он командовал флагманским кораблем HMS Salisbury на той же станции.
В 1789 году Пеллью вышел в отставку и поселился в своём поместье, занимаясь сельским хозяйством. Тогда же ему было сделано предложение поступить на русскую службу, но он отказался.
В начале кампании 1793 году против революционной Франции Пеллью вернулся в строй и, командуя фрегатом HMS Nymphe, овладел, посредством абордажа, недалеко от Фалмута, французским фрегатом Cléopâtre и привёл его в Плимут. Этот фрегат был первым морским трофеем в начавшейся войне. За этот подвиг Пеллью был посвящён в рыцари.
В 1794 году, Пеллью, на фрегате HMS Arethusa, находился в отряде коммодора Уоррена, который два раза встречался с французскими отрядами: в первый принудил три французских фрегата сдаться, а в другой раз заставил фрегат и два корвета спасаться бегством. Удачные действия этого отряда заставили Адмиралтейство составить подобный отряд из четырёх фрегатов, и оно поручало его Пеллью, который, уже коммодором, взял в октябре французский 40-пушечный фрегат Révolutionnaire. В 1796 году, командуя фрегатом HMS Indefatigable, Пеллью сжёг один французский корвет и захватил 38-пушечный фрегат Unité, и после упорнейшего преследования и боя — фрегат Virgin. 26 января того же года сэр Эдвард спас команду британского корабля Dutton, севшего на мель у Плимута и за этот подвиг был пожалован 18 марта в титулом баронета.
В январе 1797 года Пеллью, командуя HMS Indefatigable, при помощи 32-пушечного фрегата Amazon сражался в течение 18 часов с французским линейным кораблём Droits de l’Homme, который был вынужден выброситься на берег; там он разбился и потерял около 900 человек из 1300 находившихся на борту.
В 1799 году Пеллью был назначен командиром 74-пушечного корабля «Impétueux», и в следующем году находился при высадке десанта в бухте Киберон. 1 января 1801 года сэр Эдвард был произведен в чин полковника королевской морской пехоты.
В 1801 году, по прекращении военных действий, Пеллью удалился в своё поместье; через год был избран в члены Палаты общин парламента, а при возобновлении войны с Францией в 1803 году назначен командиром 84-пушечного корабля HMS Tonant и отряда из восьми кораблей, для блокирования в Феролле голландской эскадры.
В середине 1804 года Пеллью был произведён в контр-адмиралы и назначен начальником отряда в Ост-Индии на Коромандельском берегу. В продолжение шестилетнего там пребывания он неоднократно сражался с французскими корсарами. 9 ноября 1805 года сэр Эдвард был произведен в контр-адмиралы красной эскадры.
По возвращении в Англию он командовал флотом в Северном море; в 1811 году был назначен главнокомандующим британским Средиземноморским флотом. На этой должности Пеллью сражался с французами на всём продолжении кампании 1813—1814 годов, блокировал Тулон и оказывал морскую поддержку австрийским войскам, действующим в Италии и Южной Франции. В 1814 году он был пожалован титулом барона Эксмута и награждён командорским крестом ордена Бани.
При возвращении Наполеона с острова Эльбы и начале войны Ста дней, лорд Эксмут с частью своего флота блокировал Неаполь до занятия его австрийскими войсками.
В 1816 году ведущие европейские державы решились положить конец морскому пиратству алжирцев и тунисцев. Исполнение этого дела было принято на себя английским правительством, которое назначило лорда Эксмута командиром флота, посланного к африканским берегам.
Явившись перед Тунисом в марте он тотчас склонил бея принять предложенные ему условия, но в Алжире так легко договориться не удалось и Эксмут должен был силой принудить бея к исполнению требований английской короны (освободить рабов—христиан в своих владениях, признать Ионические острова независимой республикой и отказаться от покровительства морским разбойникам). По возвращении на родину, лорду Эксмуту было пожаловано звание виконта и золотая шпага с бриллиантовыми украшениями. Офицеры его эскадры составили подписку в 1400 фунтов стерлингов, на которые поднесли ему серебряный сервиз, представлявший собой цитадель Алжира и его отдельные укрепления. Сверх того, он получил особое поздравление обеих палат парламента и ряд иностранных орденов.
В 1817 году лорд Эксмут был назначен главнокомандующим в Плимуте. В следующем году он был произведён в вице-адмиралы, и сам король собственноручным письмом уведомил его об этом.
В 1820 году лорд Эксмут опять удалился в своё поместье Тинмут (Девоншир), где скончался 19 июля 1833 года. В его поместье впоследствии был устроен музей, значительное число экспонатов посвящено жизни и деятельности лорда Эксмута.
С 28 мая 1783 года был женат на Сюзанне Фроуд (англ. Susannah Frowde). Один из его сыновей, Флитвуд Брайтон Пеллью, также был адмиралом; другой сын, Эдвард Уильям Пеллью, был министром.
В 1802 году Мэтью Флиндерс, исследовавший залив Карпентария в Австралии, назвал группу открытых им небольших островов в этом заливе именем Пеллью.

## Звания
- Контр-адмирал красной эскадры (9.11.1805)[5]
- Вице-адмирал красной эскадры (31.7.1810)[7]
- Адмирал синей эскадры (4.6.1814)[8]
- Адмирал белой эскадры (21.7.1821)[9]

## Почётные должности
- Вице-адмирал Соединенного королевства (15.02.1832-23.01.1833)[источник не указан 4917 дней]

## Пеллью в кинематографе
Многосерийный фильм «Хорнблауэр» (1998—2003 гг., 8 серий), в котором роль Эдварда Пеллью исполняет Роберт Линдсэй (Robert Lindsay)